# Bencijon Netanjahu
Bencijon Netanjahu (hebrejsky בנציון נתניהו‎, rodným jménem Bencijon Mileikowsky; 25. března 1910 – 30. dubna 2012) byl izraelský historik, specializující se na dějiny španělských Židů. Mezi jeho syny patří izraelský premiér Benjamin Netanjahu a izraelský národní hrdina a padlý velitel operace Entebbe, Jonatan Netanjahu.

## Biografie
Narodil se ve Varšavě do rodiny Sáry (Lurie) a Natana Mileikowských. Jeho otec byl spisovatel, rabín a sionistický aktivista, který v Evropě a Spojených státech obhajoval sionismus. V roce 1920 podnikl s rodiči a bratrem Elišou (později matematik a děkan přírodovědecké fakulty na Technionu) aliju do britské mandátní Palestiny. Tam s rodinou žil po nějaký čas v Jaffě, Tel Avivu a Safedu, než se nakonec trvale usídlili v Jeruzalémě. Vystudoval učitelský seminář Davida Jelina a Hebrejskou univerzitu (1933). Jeho otec Natan publikoval články, z nichž některé podepisoval jménem Netanjahu, což je hebrejský překlad jeho rodného jména Natan (doslova znamená „Hospodinův dar“). Mezi Židy v zemi izraelské šlo o běžnou praxi hebraizace příjmení a toto příjmení následně přejal i jeho synové Bencijon a Eliša.
V roce 1944 se Bencijon oženil s Cilou Segalovou, s níž měl tři syny. Nejstarší Jonatan (* 1946) byl velitelem elitní úderné jednotky Sajeret Matkal, který byl v roce 1976 zabit v boji během záchranné operace Entebbe v Ugandě. Jejich druhý syn Benjamin (* 1949) je politik a izraelský ministerský předseda. Nejmladší syn Ido (* 1952) je lékař, spisovatel a dramatik. V roce 2000 ovdověl, když jeho manželka Cila zemřela ve věku 87 let. Sám Bencijon Netanjahu zemřel 30. dubna 2012 ve svém jeruzalémském domě ve věku 102 let. Téhož dne byl pohřben na hřbitově Har ha-Menuchot v Jeruzalémě.

## Sionistický aktivismus
Během studií se stal aktivním v kruzích revizionistických sionistů a blízkým přítelem ideologa tohoto hnutí Abby Achime'ira. V letech 1933 až 1934 byl spolueditorem revizionistického měsíčníku Bejtar a následně v letech 1934 až 1935 editorem revizionistického deníku ha-Jarden. Posléze v letech 1935 až 1940 působil jako editor sionistické politické knihovny v Jeruzalémě a Tel Avivu. Poté odcestoval do New Yorku, kde se stal v roce 1940 tajemníkem Ze'eva Žabotinského. Po Žabotinského smrti v srpnu téhož roku zůstal v New Yorku a pokračoval ve svých revizionistických aktivitách. V letech 1940 až 1948 byl výkonným ředitelem New Zionist Organization of America, jež byla politickým rivalem Zionist Organization of America. Během druhé světové války byl jedním z vůdců revizionistického hnutí ve Spojených státech. Ve stejném období získal doktorát (Ph.D.) na Dropsie College ve Filadelfii (1947), kde sepsal disertační práci o jednom z posledních středověkých židovských filosofů Jicchaku Abravanelovi.
Netanjahu věřil v myšlenku Velkého Izraele. Když byl v listopadu 1947 schválen plán OSN na rozdělení Palestiny, podepsal se pod petici namířené proti tomuto plánu, která byla zveřejněna v deníku The New York Times. O dva roky později se vrátil již do nově vzniklého Izraele, kde se pokusil neúspěšně vstoupit do politiky.
V dubnu 2009 přinesl izraelský deník Ma'ariv rozhovor s Netanjahuem, který se v něm kriticky vyjádřil vůči Arabům:
| „                                                           | V Bibli nenajdete horší obraz než tyto muže pouště. A proč? Protože nemají úctu k právu. Protože v poušti si mohou dělat, co se jim zlíbí. Směřování ke konfliktu je podstatou Arabů. Jsou nepřítelem ze své podstaty. Jejich osobnost jim nedovolí jakýkoli kompromis či dohodu. Nezáleží, jakému odporu budou čelit, či jakou cenu zaplatí. Jejich existence je věčnou válkou. | “ |
| — Bencijon Netanjahu v rozhovoru pro Ma'ariv, 3. dubna 2009 | |   |

## Akademická kariéra
Po svém návratu ze Spojených státu do Izraele pokračoval v akademické činnosti. Z řady různých důvodů se mu nepodařilo integrovat mezi akademický sbor Hebrejské univerzity. Jeho mentor, Josef Klausner, mu doporučil, aby se stal jedním z redaktorů Hebrejské encyklopedie a po Klausnerově smrti stanul dokonce v pozici jejího hlavního redaktora.
Vrátil se na Dropsie College ve Filadelfii, nejprve jako profesor hebrejštiny a hebrejské literatury, posléze jako vedoucí katedry (1957–1966) a nakonec jako profesor židovských středověkých dějin a hebrejské literatury (1966–1968). Působil však i na jiných pozicích v rámci různých amerických institucí. Nejprve na University of Denver jako profesor hebraistiky (1968–1971), následně jako redaktor Židovské encyklopedie a nakonec jako profesor židovských studií a vedoucí katedry semitských jazyků a literatury na Cornell University (1971–1975). Po smrti syna Jonatana, během záchranné operace v ugandském Entebbe v roce 1976, se s rodinou vrátil do Izraele. V té době působil jako docent na Academy for Jewish Research, byl členem Akademie výtvarných umění a emeritním profesorem na Hebrejské univerzitě Cornell University.
Specializoval se na zlatý věk španělského židovstva a je znám pro své dílo Origins of the Inquisition in Fifteenth Century Spain (doslova „Příčiny inkvizice ve Španělsku 15. století“. Netanjahu se jím dostal do vědecké pře s Jicchakem Baerem. Baer, v souladu s existujícím názorem, považoval donucené konvertity ke křesťanství (anusim) za případ kiduš ha-Šem (posvěcení Hospodinova jména – tj. zemřít či riskovat život k zachování Hospodinova jména). Podle Baera proto konvertité riskovali, zvolili si dvojí život, přičemž udržovali svou původní víru (judaismus). Netanjahu naproti tomu zpochybnil představu, že obvinění inkvizicí byla pravdivá a považoval většinu konvertitů za mitbolelim (kulturní asimilanty) a dobrovolné konvertity ke křesťanství. Malá část donucených konvertitů, která nepřilnula k novému náboženství a tajně udržovala své původní vyznání, podle něj byla využita inkvizicí k propagandistickým účelům. Podle Netanjahua křesťanská společnost nové konvertity nikdy nepřijala, a to z důvodů ekonomické a rasové zášti.
Bencijon Netanjahu byl členem American Academy for Jewish Research, Institute for Advanced Religious Studies a American Zionist Emergency Council.

## Dílo
- Don Isaac Abravanel: Statesman and Philosopher. Filadelfie: The Jewish Publication Society of America, 1968. Dostupné online.
- The Origins of the Inquisition in Fifteenth-Century Spain. New York: Random House, 1995. Dostupné online. ISBN 0679410651.
- The Origins of the Inquisition in Fifteenth-Century Spain. [s.l.]: Granta, 2002. Dostupné online. ISBN 0940322390.
- The Five Forefathers of Zionism. [s.l.]: Jedi'ot achronot, 2004. (hebrejština)
- The Founding Fathers of Zionism. [s.l.]: Balfour Books & Gefen Publishing House, 2012. ISBN 978-1-933267159.